# MPD Psycho
MPD Psycho (多重人格探偵サイコ, Tajuu Jinkaku Tantei Saiko) est un manga écrit par Eiji Otsuka et dessiné par Sho-u Tajima. Il est prépublié à partir de janvier 1997 dans le magazine Monthly Shōnen Ace, puis transféré dans les magazines Comic Charge et enfin Young Ace, et est compilé en vingt-quatre tomes par Kadokawa Shoten. La version française est éditée par Pika Édition.
La série a été adaptée en une mini-série de six épisodes pour la télévision par le réalisateur Takashi Miike.

## Histoire
Le personnage principal est un détective souffrant du trouble de la personnalité multiple - d'où le titre, MPD pour « Multiple Personnality Disorder », mais aussi « Metropolitan Police Department ».
L'histoire commence lorsque Yôsuke Kobayashi, jeune et brillant « profiler » de la police est envoyé sur les lieux du meurtre de la victime d'un tueur en série. Le meurtrier, reconnait alors Yôsuke, comme quelqu'un de la même trempe que lui. Ce même meurtrier lui livre alors le corps mutilé mais toujours vivant de sa petite amie. Yôsuke parvient à rattraper l'assassin. À ce moment s'opère un changement de personnalité. Yôsuke disparait, remplacé l'espace de quelques instants par Shinji Nishizono, qui tue froidement le tueur en série. Mais Shinji disparait à son tour aussi rapidement qu'il était apparu, et une troisième personnalité fait surface, Amamiya Kazuhiko. Amamiya est donc emprisonné pour le meurtre de Shimazu, le tueur en série. Il n'a pourtant aucun souvenir précédant son arrestation. Il est né après que Shinji ait tué Shimazu.
En prison, Amamiya, qui n'a pas perdu les facultés de profiling de Yôsuke, aide la police à établir le profil psychologique des criminels. Libéré quelques années plus tard, Amamiya est recruté par Machi Isono, une jeune inspectrice qui vient de quitter la police pour créer son agence privée. Ensemble, et avec l'aide de l'inspecteur général de la police, Sasayama, Amamiya et Machi résolvent les pires crimes, mais un épais mystère plane autour des criminels. Ils semblent être tous inscrits à la banque des yeux. Tout comme Yôsuke/Shinji/Amamiya…

## Personnages
Yôsuke Kobayashi/Shinji Nishizono/Kazuhiko Amamiya/Kiyoshi Murata/Minako Amamiya/Kotone Sakurai
Machi Isono (伊園 磨知, Isono Machi)
Miwa Isono (伊園 アリワン 美和, Isono Miwa)
Tetora Nishizono (西園 弖虎, Nishizono Tetora)

## Manga
La série a débuté dans le numéro de février 1997 du magazine Monthly Shōnen Ace. Après une pause en 2006, la série est transférée dans le magazine Comic Charge en août 2007, puis encore transférée dans le magazine Young Ace en juillet 2009 à la suite de la disparition du Comic Charge,. La série comporte un total de vingt-quatre tomes.
La version française est éditée par Pika Édition.

### Liste des volumes
| no | Japonais          | Japonais          | Français          | Français          |
| no | Date de sortie    | ISBN              | Date de sortie    | ISBN              |
| -- | ----------------- | ----------------- | ----------------- | ----------------- |
| 1  | 1er juillet 1997  | 4-04-713188-1     | 16 mars 2004      | 2-84599-322-6     |
| 2  | 25 février 1998   | 4-04-713210-1     | 18 mai 2004       | 2-84599-336-6     |
| 3  | 26 novembre 1998  | 4-04-713260-8     | 17 août 2004      | 2-84599-354-4     |
| 4  | 25 juin 1999      | 4-04-713286-1     | 12 octobre 2004   | 2-84599-370-6     |
| 5  | 11 avril 2000     | 4-04-713328-0     | 7 décembre 2004   | 2-84599-386-2     |
| 6  | 27 octobre 2000   | 4-04-713374-4     | 15 février 2005   | 2-84599-403-6     |
| 7  | 29 août 2001      | 4-04-713450-3     | 17 mai 2005       | 2-84599-422-2     |
| 8  | 28 août 2002      | 4-04-713505-4     | 14 juin 2005      | 2-84599-449-4     |
| 9  | 1er août 2003     | 4-04-713562-3     | 13 septembre 2005 | 2-84599-486-9     |
| 10 | 29 septembre 2004 | 4-04-713661-1     | 20 septembre 2006 | 2-84599-513-X     |
| 11 | 25 février 2006   | 4-04-713787-1     | 24 janvier 2007   | 2-84599-680-2     |
| 12 | 26 avril 2008     | 978-4-04-715053-9 | 21 janvier 2009   | 978-2-84599-776-9 |
| 13 | 5 janvier 2009    | 978-4-04-715155-0 | 20 janvier 2010   | 978-2-8116-0207-9 |
| 14 | 4 mars 2010       | 978-4-04-715389-9 | 2 février 2011    | 978-2-8116-0424-0 |
| 15 | 2 décembre 2010   | 978-4-04-715576-3 | 15 février 2012   | 978-2-8116-0627-5 |
| 16 | 1er novembre 2011 | 978-4-04-715817-7 | 13 février 2013   | 978-2-8116-1095-1 |
| 17 | 30 juin 2012      | 978-4-04-120291-3 | 19 février 2014   | 978-2-8116-1347-1 |
| 18 | 31 janvier 2013   | 978-4-04-120558-7 | 21 janvier 2015   | 978-2-8116-1735-6 |
| 19 | 4 octobre 2013    | 978-4-04-120785-7 | 20 janvier 2016   | 978-2-8116-2710-2 |
| 20 | 4 juillet 2014    | 978-4-04-101399-1 | 18 janvier 2017   | 978-2-8116-3407-0 |
| 21 | 29 décembre 2014  | 978-4-04-102283-2 | 4 octobre 2017    | 978-2-8116-3700-2 |
| 22 | 4 juillet 2015    | 978-4-04-103075-2 | 15 novembre 2017  | 978-2-8116-3814-6 |
| 23 | 4 juin 2016       | 978-4-04-103404-0 | 3 janvier 2018    | 978-2-8116-3823-8 |
| 24 | 4 juillet 2016    | 978-4-04-104411-7 | 7 mars 2018       | 978-2-8116-4069-9 |

## Drama
Une adaptation en drama de six épisodes a vu le jour au Japon en 2000. Le drama est disponible en France par Pathé.
| Épisode | Titre                           |
| ------- | ------------------------------- |
| 1       | Memories Of Sin/Drifting Petals |
| 2       | How To Create A World           |
| 3       | Life Is A Constant Double Helix |
| 4       | The Crushed Ant                 |
| 5       | Coronation Of The Cursed King   |
| 6       | Soaring Souls And Human Bondage |

### Documentation
- Paul Gravett (dir.), « De 1990 à 1999 : MPD Psycho », dans Les 1001 BD qu'il faut avoir lues dans sa vie, Flammarion, 2012 (ISBN 2081277735), p. 676.